# Rolando Frazer
Rolando Frazer Thorne (nacido el 3 de julio de 1958 en la Ciudad de Panamá) es un jugador de baloncesto panameño que jugó tres temporadas en la liga ACB, desarrollando el resto de su carrera en la liga de Puerto Rico. Con 2,01 metros de estatura, lo hacía en la posición de ala-pívot.

## Trayectoria deportiva

### Universidad
Jugó durante cuatro temporadas con los Chargers de la Universidad Briar Cliff, en las que promedió 26,2 puntos y 9,4 rebotes por partido.

### Profesional
Frazer desarrolló toda su carrera en Puerto Rico, en la liga Baloncesto Superior Nacional, jugando 15 temporadas con los Polluelos de Aibonito, equipo con el que ganó la liga en 1986. Dado que esa competición se desarrolla en los meses de verano, le permitió compaginarla con actuaciones en otras ligas sudamericanas, jugando entre 1981 y 1985 en el Sporting Club de Uruguay, el Obras Sanitarias de Argentina (donde fue Campeón del Mundo en 1983) y el Guaiquiries de Venezuela.
Pero su actuación más destacada a nivel internacional la tuvo en las filas del TDK Manresa de la liga ACB, donde jugó entre 1985 y 1987, y posteriormente entre 1988 y 1989. En la  temporada 1986-87 superó los 30 puntos de promedio por partido, conservando además en la actualidad el récord de la ACB de mejor promedio en playoffs, con 33,2 puntos en 5 partidos disputados. En el total de su carrera en Manresa promedió 25,3 puntos y 8,7 rebotes por partido.
Fue elegido en el puesto 83, en la cuarta ronda del Draft de la NBA de 1981 por Indiana Pacers, pero nunca llegó a jugar en la NBA. Se retiró en 2001, con 43 años de edad.

### Características de juego
Una de sus jugadas típicas era el tiro a tablero, según palabras suyas le gustaba "porque cuando tú tiras contra el tablero, siempre va a quedar por ahí si fallas y, te da habilidad para que tú cojas el rebote ofensivo y lo metas de nuevo". En su estancia en ACB demostró ser un mal tirador de tiros libres, teniendo un 51% de acierto desde la línea de personal.

### Selección nacional
Fue un jugador asiduo a la selección de Panamá, disputando en Campeonato del Mundo de 1982, en el que promedió 24,4 puntos por partido, siendo el máximo anotador del torneo y elegido MVP, y el Mundial de España de 1986, en el cual volvió a ser el máximo anotador de su equipo, y uno de los mejores del campeonato, con 19,8 puntos por partido.